# نوبل (اکلاهما)
نوبل(به انگلیسی: Noble) شهری در ایالت اکلاهما کشور ایالات متحده آمریکا است که جمعیت آن در سرشماری سال ۲۰۱۰ میلادی، ۶٬۴۸۱ نفر بوده‌است.